# Saint-Hilaire-la-Treille
Saint-Hilaire-la-Treille – miejscowość i gmina we Francji, w regionie Nowa Akwitania, w departamencie Haute-Vienne.
Według danych na rok 1990 gminę zamieszkiwały 453 osoby, a gęstość zaludnienia wynosiła 16 osób/km² (wśród 747 gmin Limousin Saint-Hilaire-la-Treille plasuje się na 270. miejscu pod względem liczby ludności, natomiast pod względem powierzchni na miejscu 192.).

## Populacja

Populacja Saint-Hilaire-la-Treille w latach 1962–2008